# Sancho I van León
Sancho I van León bijgenaamd de Vette (circa 932 - 19 december 966) was van 956 tot 958 en van 960 tot aan zijn dood koning van León

## Levensloop
Sancho I was de oudste zoon van koning Ramiro II van León en diens tweede echtgenote Urraca, dochter van koning Sancho I van Navarra. 
Na het overlijden van zijn vader in 951 werd zijn halfbroer Ordoño III koning van León, waarna het tot een successiestrijd kwam tussen Sancho en Ordoño III. Uiteindelijk moest Sancho het gezag van zijn halfbroer erkennen. Na het overlijden van Ordoño III in 956 werd Sancho alsnog koning van León. 
In 958 werd hij afgezet door edelen aangevoerd door zijn neef Ordoño IV en graaf Ferdinand González van Castilië. Sancho ging vervolgens in ballingschap naar Navarra. Nadat hij de steun van kalief Abd al-Rahman III van Córdoba wist te winnen, veroverde hij in 959 met de hulp van Navarra en Córdoba Zamora en in 960 kon hij opnieuw de troon van León bemachtigen. Ordoño IV moest vluchten, terwijl Ferdinand González werd gevangengenomen. 
Het kwam uiteindelijk tot een breuk met de kalief van Córdoba, waarna hij samen met Navarra een bondgenootschap tegen het kalifaat vormde. Dit leidde tot militaire mislukkingen. De laatste jaren van zijn bewind werden gekenmerkt door de groeiende onafhankelijkheid van Galicische en Castiliaanse edelen. 
In december 966 stierf Sancho I ten gevolge van een vergiftiging, waarna hij werd bijgezet in de San Isidorobasiliek van León. Hij werd als koning van León opgevolgd door zijn zoon Ramiro III.

## Huwelijk en nakomelingen
Hij was gehuwd met Teresa Ansúrez (overleden in 997), dochter van de Castiliaanse edelman Ansur Fernández. Ze kregen twee kinderen:
- Ramiro III (961-984), koning van León
- Urraca Sánchez